# Opuntia pubescens
Opuntia pubescens H.Wendl. ex Pfeiff. es una especie fanerógama perteneciente a la familia Cactaceae. Es nativa de Centroamérica y Sudamérica en México, Ecuador, Guatemala, Argentina, Bolivia, Perú, Venezuela e islas del Caribe.

## Descripción
Opuntia pubescens es un arbusto que crece con ramas ascendentes a postradas, está ricamente ramificado desde la base y alcanza un tamaño de 10 a 80 centímetros. Los cladodios de color verde, suaves o desnudos, a veces, cilíndricos a ligeramente aplanados, linear-oblongas que están conspicuamente tuberculados y se caen fácilmente. Miden 10 a 25 cm de largo y 1 a 2,5 de ancho. Sus amarillentos gloquidios son de 1 a 2 milímetros de largo con seis y cincuenta y nueve espinas extendidas, fuertemente ásperas  de color marrón amarillento a gris y  0,5 a 3,5 cm de largo. Las flores son amarillas brillantes y tienen una longitud de 3 a 5 cm. El fruto forma de cono invertido de color verde, teñido  de color marrón rojizo. Miden 2,2 a 3,5 centímetros de longitud y de 1 a 1,5 cm de diámetro.

## Taxonomía
Opuntia pubescens  fue descrita por H.Wendl. ex Pfeiff. y publicado en Enumeratio Diagnostica Cactearum 149. 1837.
Etimología
Opuntia: nombre genérico  que proviene del griego usado por Plinio el Viejo para una planta que creció alrededor de la ciudad de Opus en Grecia.
pubescens: epíteto latino que significa "finamente peludo".
Sinonimia
- Cactus nanus
- Opuntia nana
- Platyopuntia nana
- Opuntia leptarthra
- Opuntia pascoensis
- Opuntia pestifer
- Opuntia hoffmannii
- Opuntia tayapayensis

## Nombre común
- Español:Abrojo, Chile de perro, Tetencholete